# Сан Салваторе Монферато
Сан Салвато̀ре Монфера̀то (на италиански: San Salvatore Monferrato; на пиемонтски: San Salvadur Munfrà, Сан Салвадур Мунфъра) е малко градче и община в Северна Италия, провинция Алесандрия, регион Пиемонт. Разположено е на 205 m надморска височина. Населението на общината е 4299 души (към 2015 г.).